# Cambiago
Cambiago – miejscowość i gmina we Włoszech, w regionie Lombardia, w prowincji Mediolan.
Według danych na rok 2004 gminę zamieszkiwały 4852 osoby, 693,1 os./km².
W miejscowości znajduje się siedziba firmy Colnago produkującej rowery.